# 게임 잼

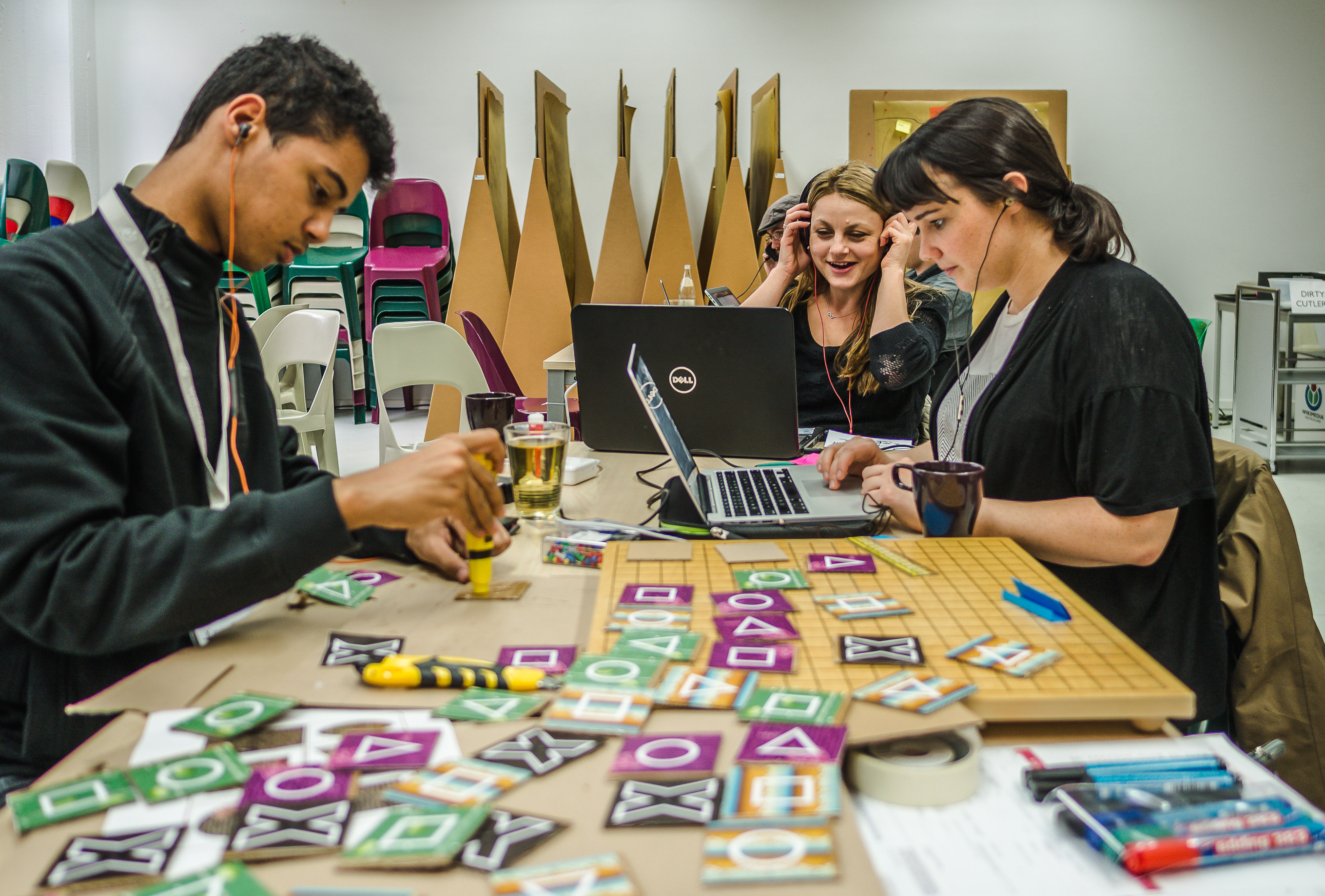
2015년 free knowledge 게임 잼 참가자들의 모습.

게임 잼(영어: game jam)은 참가자들이 처음부터 비디오 게임을 만들기 위해 노력하는 대회다. 형식에 따라 참가자는 혼자 또는 팀별로 작업할 수 있다. 게임 잼의 대회 기간은 보통 24시간에서 72시간이다. 참가자는 일반적으로 프로그래머, 게임디자이너, 아티스트, 작가 등 게임개발 관련 분야의 전문가들이다. 전통적으로 게임 잼은 보통 비디오 게임을 제작하는데 초점을 맞춘다; 그러나, 요즘은 보드게임 또한 게임 잼의 주제가 되었다.

## 역사
'게임 잼'이라는 용어는 게임과 잼 세션의 합성어다. 잼 세션은 새로운 소재를 개발하거나 단순히 연습하기 위한 노력으로 사전 준비 없이 음악을 제작하는 음악적 행위를 묘사한다. 이와 같이 게임 잼은 게임 개발자들이 실험적인 아이디어를 플레이 가능한 게임의 프로토타입을 제작하는 행사다.
2002년 3월, 비디오 게임 개발자 크리스 헤커와 숀 바렛은 많은 수의 스프라이트를 렌더링하는 데 현대적인 하드웨어의 능력에 관심이 있었으며, 더그 처치, 조나단 블로우, 케이시 무라토리 등과 함께 대규모 스프라이트를 렌더링할 수 있는 특화된 게임 엔진을 개발했다. 헤커와 바렛은 새로 만들어진 이 엔진을 이용한 혁신적인 비디오 게임을 만들 목적으로 소규모의 비디오 게임 개발자들을 캘리포니아 오클랜드에 있는 헤커의 사무실에서 만나도록 초대했다. 헤커와 바렛은 이 모임을 "게임 산업의 실험과 혁신을 장려하기 위해 고안된" 게임 디자인 및 프로그래밍 이벤트인 인디 게임 잼이라고 명명했다.

## 형식

### 위치

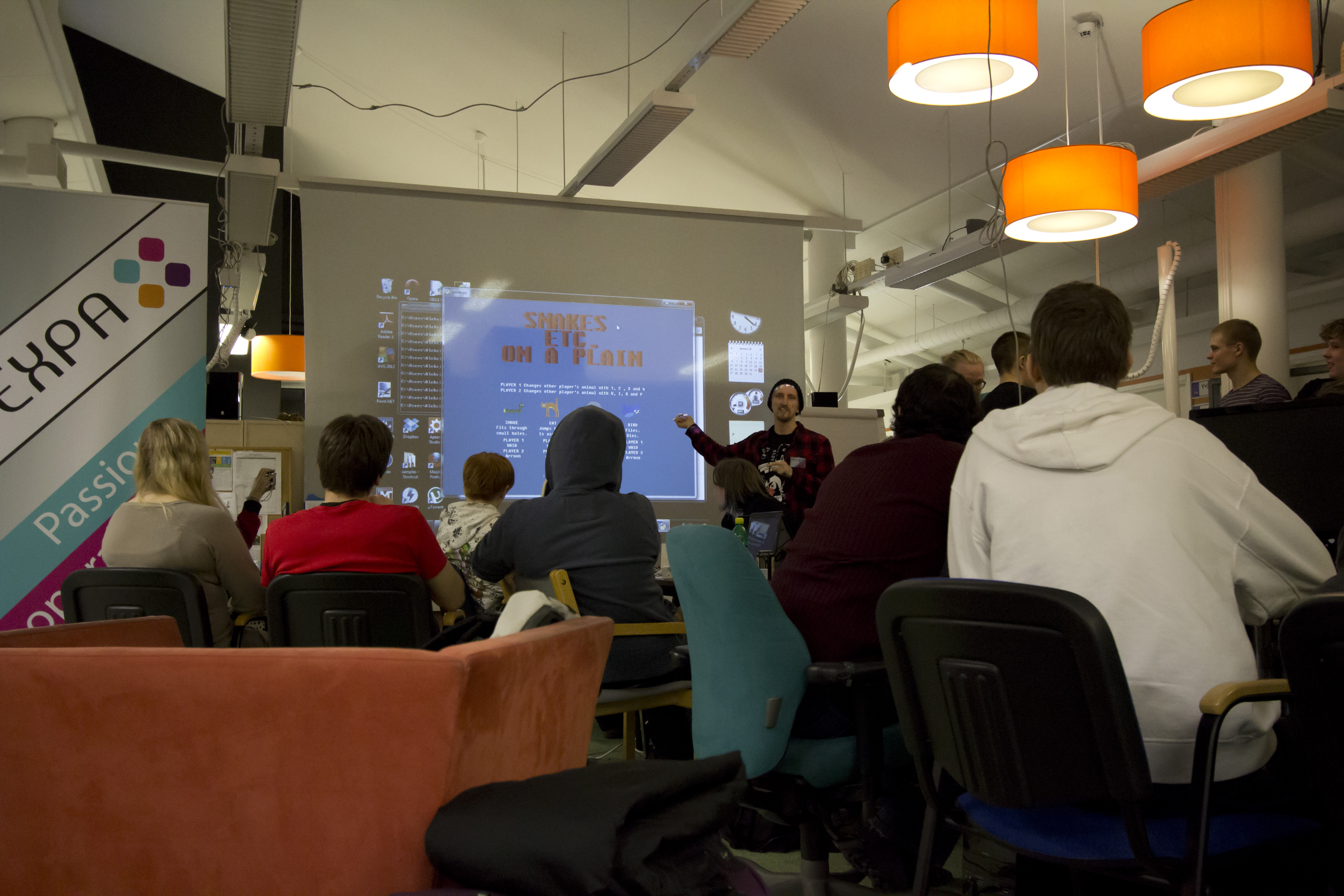
2014년 Global Game Jam에서 선보이고 있는 완성된 게임, Jyväskylä, Finland

일부 게임 잼은 지역 행사로서, 대학, 회의장 또는 다른 사적인 공간에서 일어난다. 글로벌 게임 잼은 매년 1월 말에 개최되며, 전 세계 100개 이상의 국가에서 800개 이상의 장소에서 개최된다. 루둠 다레(Ludum Dare)는 가상 게임 잼의 예로서 참가자가 주로 집에 남아있지만 잼이 끝날 때 결과물을 제시하는 형태의 행사다.

### 시간제약
게임 잼은 일반적으로 몇 시간에서 며칠까지 제한적인 시간 제한을 가지고 있다. 이 시간 제약은 마감 시간의 압박을 시뮬레이션하고 게임 잼 팀이 만든 아이디어들 중 창의성을 장려하기 위한 것이다.

### 주제
게임 잼은 특정 테마를 중심으로 할 수 있는데, 잼 안에서 개발된 모든 게임들이 이를 고수해야 한다. 이 테마는 보통 행사 시작 직전에 발표되는데, 이는 참가자들이 사전에 행사를 계획하고 이전에 개발된 자료를 사용하지 못하도록 하기 위해서다. 또한, 테마는 개발자에게 제한을 두도록 되어 있어, 창조성을 장려한다.
Ludum Dare 24는 경쟁 게임 잼 이벤트로서 "진화"를 주제로 했다. Ludum Dare 룰은 명시된 대로, 대회 참가자 전원에게 이 테마를 바탕으로 한 게임을 만들 것을 권장했다. 그러나, 이 규칙들은 참가자들이 반드시 이 테마를 사용할 필요는 없다고 명시되어 있어, 테마를 벗어난 게임을 만들 수 있게 되었다.

### 기술
기술의 종류는 개발되는 게임의 종류와 관련된 다른 분야들 사이에 따라 달라질 수 있다.
비디오 게임 잼에서, 팀은 일반적으로 적어도 프로그래머와 아티스트로 구성된다. 프로그래머는 NET Framework 응용프로그램 개발을 위한 Microsoft Visual Studio 또는 Java 기반 응용프로그램의 Eclipse와 같은 개발 환경에서 작업할 것이다. 아티스트는 Adobe Photoshop, Blender 3D, Autodesk Maya 등의 도구를 사용할 수 있다. 개발자들이 사용하는 다른 도구로는 Unreal Engine, CryEngine, Unity, Godot, Microsoft XNA 등이 있으며, 비디오게임 프레임워크는 Unreal Engine, CryEngine, Unity, Godot, Microsoft XNA이다.

## 추가 문서
- 바캠프

## 같이 보기
- 해커톤
- 바캠프
- 루둠 다레

## 참조
- Sara Cornish, Matthew Farber, Alex Fleming, Kevin Miklasz (2017). 《The Game Jam Guide》. Carnegie Mellon University ETC Press. 2017년 8월 25일에 원본 문서에서 보존된 문서. 2020년 6월 24일에 확인함.

1. ↑  Shin, Kaneko, Matsui, Mikami, Nagaku, Nakabayashi, Ono, Yamane,and lovesplayingslender. Localizing Global Game Jam. Retrieved February 21, 2013.
2. 1 2  Global Game Jam. Retrieved February 21, 2013.
3. 1 2 3 4  Jagnow, Rob. Game Jam Central, Retrieved February 4, 2013.
4. ↑  Hecker, Chris. 0th Indie Game Jam. Retrieved February 5, 2013.
5. 1 2  Chen, Sande (2017년 8월 9일). “A Brief History of Game Jams”. 《Gamasutra》. 2017년 8월 11일에 확인함.
6. ↑  TOJam 보관됨 2016-03-03 - 웨이백 머신. Retrieved February 6, 2013.
7. ↑  Khosmood, Foaad. “Global Game Jam FAQ”. globalgamejam.org. 2018년 7월 21일에 확인함.
8. ↑  STL Game Jam 보관됨 2016-03-04 - 웨이백 머신. Retrieved February 18, 2013.
9. ↑  Ludum Dare 24 - Evolution 보관됨 2016-03-04 - 웨이백 머신. Retrieved May 1, 2019.
10. ↑  Ludum Dare Rules and Guide 보관됨 2016-02-18 - 웨이백 머신. Retrieved May 1, 2019.